# Le Silence de la Mule
Le Silence de la Mule est un roman de Gilbert Bordes publié en 2001 aux Éditions Robert Laffont.

## Parution
Le roman parait le 12 avril 2001 aux Éditions Robert Laffont, puis il sort en format poche le 15 avril 2004 chez Presse Pocket. Il est également disponible en format numérique depuis 2011.

## Résumé
Un petit-fils de meunier apprend à lire et écrire à une sourde muette, surnommée « la Mule », pour qu'elle lui révèle un secret,.